# Fosfofruktokinaza
Fosfofruktokinaza (PFK, EC:2.7.1.11) pripada razredu enzima zvanom kinaze koji prenose fosfatnu grupu s ATP-a na fruktozu-6-fosfat dajući fruktozu 1,6.-bisfosfat.
Fosfofruktokinaza je ključni enzim uključen u regulaciju glikolize koja je glavni metabolički put za pretvorbu glukoze u energiju. 

Fosfofruktokinaza-2 (PFK-2) je još jedan enzim koji je uključen u regulaciju metabolizma glukoze. PFK-2 djeluje tako što proizvodi fruktozu-2,6-bisfosfat, alosterički aktivator PFK-1. Kontrolom razine fruktoza-2,6-bisfosfata, PFK-2 neizravno regulira aktivnost PFK-1, utječući na brzinu glikolize i iskorištavanje glukoze.

## Povijest
Otkriće fosfofruktokinaze može se pripisati Embdenu i Meyerhofu i Jacobu Parnasu. Embden i Meyerhofen razjasnili su ključne korake glikolize i predložili postojanje enzima odgovornoga za fosforilaciju fruktoze-6-fosfata, a pet godina kasnije, 1925. Parnas je potvrdio prisutnost toga enzima koristeći ekstrakte tkiva i kinetičke analize. Proučavao je specifičnost supstrata, ovisnost o pH-u i osjetljivost na inhibitore i kofaktore.
Također, 1950-ih biokemičari Edmond H. Fischer i Edwin G. Krebs proveli su opsežna istraživanja o regulaciji enzima uključenih u metaboličke putove, što je dovelo do identifikacije i karakterizacije fosfofruktokinaze.
Njihov rad, iako nije bio isključivo usredotočen na fosfofruktokinazu, postavio je temelje za njihova kasnija istraživanja koja su dovela do otkrića i razumijevanja uloge fosfofruktokinaze u glikolizi.

## Struktura
Struktura PFK je tetramer sa simetrično raspoređenim podjedinicama, a alosterička i regulatorna domena moduliraju aktivnost PFK. U tome svemu ATP djeluje kao negativni alosterički efektor na način da inhibira enzim kada su razine energije visoke. Kristalna struktura određena je rendgenskom kristalografijom.
Kristalografijom je otkriveni 3D raspored enzima sa uvidima u njegovu funkciju, dok je strukturna analiza pokazala da PFK ima globularni oblik s aktivnim mjestom na sredini podjedinica tetramera što je povoljno za vezanje supstrata i katalizu. Struktura naglašava prisutnost različitih domena koja uključuje i katalitičku domenu odgovornu za vezanje supstrata i katalizu.
Kristalna struktura je identificirala i specifična mjesta vezanja za supstratom, alosteričke efektore i kofaktore. 
R stanje je aktivni oblik PFK s visokom enzimskom aktivnosti, a karakterizirani je povećanim vezanjem supstrata i katalitičkom učinkovitošću. T stanje je manje aktivan oblik i povezan je s nižom enzimskom aktivnošću.
Fosfofruktokinaza (PFK) je klasificirana u različite tipove na temelju svojih izoformi specifičnih za tkivo i različitih regulatornih svojstava. Klasifikacija PFK obuhvaća:
PFK tipa I: Ova se izoforma pretežno nalazi u mišićnom tkivu i ima ključnu ulogu u regulaciji glikolize tijekom vježbanja. Alosterički je regulirana ATP-om i citratom, a inhibirana je visokim razinama ATP-a.
PFK tipa II: Ova je izoforma prvenstveno prisutna u jetri i ima ključnu ulogu u regulaciji glukoneogeneze, procesa sinteze glukoze. Reguliraju je hormonski signali kao što su glukagon i inzulin, koji moduliraju razine fruktoza-2,6-bisfosfata, alosteričkog efektora PFK.
PFK tipa III: Ova izoforma se nalazi u bakterijama i drugim mikroorganizmima. Dijeli sličnosti s tipom I PFK, ali pokazuje neke strukturne i funkcionalne razlike.

## Funkcija
Fosfofruktokinaza je enzim koji je neophodan u procesu glikolize. Glikoliza je važan metabolički put u razgradnji  ugljikohidrata. To je proces razgradnje jedne molekule glukoze na dvije molekule piruvata. Glikoliza je važan metabolički put jer služi za dobivanje energije, te tijekom glikolize nastaju međuprodukti koji su neophodni za druge stanične procese poput biosinteze. Glikoliza se odvija u citoplazmi te se sastoji od 10 koraka, odnosno niza enzimatskih reakcija. Funkcija fofofruktokinaze I se očituje u trećem koraku glikolize. Fosfofruktokinaza I pretvara fruktozu-6-fosfat u fruktozu-1,6-bisfosfat. Ovaj korak glikolize je nepovratan, određuje ukupnu brzinu glikolize te je regulatorni korak. Reakcija pretvaranja fruktoze-6-fosfat u fruktozu-1,6-bisfosfat je reakcija ovisna o ATP-u, gdje je ATP donorska molekula koja donira fosfatnu skupinu fruktozi-6-fosfat.

## Regulatorna uloga
Zbog važnosti u procesu glikolize, fosfofruktokinaza I je regulirana s nekoliko regulatornih molekula. Fosfofruktokinazu I alosterički reguliraju AMP, ADP te ATP. Vezanjem ATP-a, koji signalizira da su u stanici dovoljne količine energije, fosfofruktokinaza I mjenja konformaciju na način da se supstrat ne može vezati u aktivno mjesto te se time inhibira aktivnost fosfofruktokinaze I te samim time i glikolize. Za razliku od ATP-a, AMP i ADP koji su signal za nedostatak energije u stanici, svojim vezanjem na fosfofruktokinazu I mjenjaju njenu konformaciju te omogućuje vezanje supstrata - fruktoze-6-fosfata u aktivno mjesto. AMP i ADP su pozitivni regulatori koji potiču aktivnost fosfofruktokinaze I. Osim ATP-a, ADP-a i AMP-a u regulaciji fosfofruktokinaze I sudjeluje i međuprodukt Krebsovog ciklusa citrat, koji inhibira aktivnost fosfofruktokinaze. Fosfofruktokinazu I aktiviraju i enzim fosfofruktokinaza II te produkt reakcije koju taj enzim katalizira, fruktoza-2, 6-bisfosfat. S druge strane enzim fruktoza-2, 6-bisfosfataza inhibira aktivnost fosfofruktokinaze. Fosfofruktokinazu reguliraju i hormoni inzulin i glukagon, inzulin djeluje aktivirajuće dok glukagon inhibira aktivnost fosfofruktokinaze I.

## Interakcije
Osim interakcije s regulatornim molekulama, fosfofruktokinaza I je u interakciji sa ostalim enzimima koji sudjeluju u glikolizi. Ove interakcije su važne zbog koordinacije tijeka glikolize te optimizacije energetskih potreba stanice.

## Metodologija istraživanja
Fosfofruktokinaza zbog svoje vrlo važne uloge u procesu glikolize čest je predmet istraživanja te postoji nekoliko analiza kojima se utvrđuje funkcija te mjeri aktivnost fosfofruktokinaze.
U analize koji se koriste za istraživanje fosfofruktokinaze spadaju:
1. 1.	Test enzimske aktivnosti - koriste se tehnike poput spektrofotometrije i fluorimetrije kako bi se kvantificirala količina produkta
2. 2.	Kinetički testovi - mjerenje katalitičke aktivnosti enzima u različitim uvjetima
3. 3.	Studije alosteričke regulacije - proučavaju regulatorne mehanizme
4. 4.	Testovi na gelu - elektroforeza i izoelektričko fokusiranje
5. 5.	Imunodetekcija - Western blot
6. 6.	Proteomika - masena spektrometrija[16][17]

## Deficit fosfofruktokinaze
Nedostatak fosfofruktokinaze (PFK), također poznat kao bolest skladištenja glikogena tipa VII ili Taruijeva bolest, rijedak je genetski poremećaj koji utječe na funkciju enzima PFK. Ovaj nedostatak smanjuje sposobnost stanica da učinkovito iskoriste glukozu za proizvodnju energije, što rezultira slabošću mišića, netolerancijom na tjelesnu aktivnost i umorom. Nedostatak PFK nasljeđuje se autosomno recesivno i može varirati u svojoj težini i kliničkim manifestacijama.
Taruijeva je bolest uzrokovana mutacijom gena PFKM na kromosomu 12. 
Bolest je opisao japanski liječnik internist Tarui po kojem je bolest i dobila ime. Prvi simptomi započinju u ranom djetinjstvu. Pacijenti pate od grčeva u mišićima i praktički ne podnose opterećenje. Simptomatsko liječenje sastoji se uglavnom od dijetalnih mjera i izbjegavanja vježbanja.